# Acosmeryx socrates
Acosmeryx socrates är en fjärilsart som beskrevs av Jean Baptiste Boisduval 1875. Acosmeryx socrates ingår i släktet Acosmeryx och familjen svärmare. Inga underarter finns listade i Catalogue of Life.